# Monte Zucchero
Der Monte Zucchero [ˈmonte ˈdzukkero] ist ein 2735 m hoher Berg in den Tessiner Alpen.
Über seinen Gipfel verlief bis 2020 die Gemeindegrenze zwischen Sonogno und Brione (Verzasca). Bis knapp unter den Gipfel reicht zudem das Gebiet der politischen Gemeinde Lavizzara. Südlich des Gipfels verbindet die Bocchetta di Mügaia auf 2518 m ü. M. das Val d'Osola mit dem Val Redòrta. Über diesen Übergang führt die Route zum Gipfel des Monte Zucchero.